# Jean Kren
Jean Kren var en tysk operettförfattare och teaterdirektör. Kren ledde Thalia Teater i Berlin mellan 1899 och 1922.